# Psalmopoeus emeraldus
Psalmopoeus emeraldus é uma espécie de aranha pertencente à família Theraphosidae (tarântulas).